# Невена Симеонова
Невена Симеонова е българска актриса, родена на 3 юли 1937 г. в София.
Завършва през 1963 г. ВИТИЗ „Кръстьо Сарафов“ със специалност актьорско майсторство.
Работи в театър на армията „Народна сцена“ (1964 – 1967), във Военния театър (1967 – 1980) и в Драматичен театър „Крум Кюлявков“ в Кюстендил.
Член на САБ (1959).
Омъжена е за Наум Шопов, от когото има две деца – Христо Шопов и Лиза Шопова.
Умира през 2013 г. и е погребана в Централните софийски гробища.

## Театрални роли
- „Дните на комуната“ (Бертолд Брехт) – Бабет
- „Трамвай „Желание““ (Тенеси Уйлямс) – Стела
- „Майстори“ (Р. Стоянов) – Милкана
- „Вишнева градина“ (А. П. Чехов) – Варя

## Телевизионен театър
- „Прерия“ (1992) (от Борис Априлов, реж. Петко Радилов) – Нина
- „Скъперникът“ (1972) (Молиер)

## Филмография
| Година | Филми и Сериали      | Серии | Роля                         |
| ------ | -------------------- | ----- | ---------------------------- |
| 2003   | Следвай ме (тв)      |       | лелята                       |
| 1989   | Бягащи кучета        |       | майката на Ламбо             |
| 1985   | Не се сърди, човече! |       | Владова                      |
| 1984   | В името на народа    | 8     | майката на Мария             |
| 1983   | Златната река        |       |                              |
| 1983   | Равновесие           |       | майката на Елена             |
| 1982   | Най-тежкият грях     |       | жената на Камиларов          |
| 1981   | Дишай, човече!       |       | майката на Пламен            |
| 1979   | Много мили хора (тв) |       | самотната майка с двете деца |
| 1975   | Вилна зона           |       | Недева                       |
| 1971   | Златният мираж       |       | снахата                      |
| 1969   | Птици и хрътки       |       | конспираторката              |
| 1967   | Ако не иде влак      |       |                              |